# 阿爾多布蘭迪尼婚禮

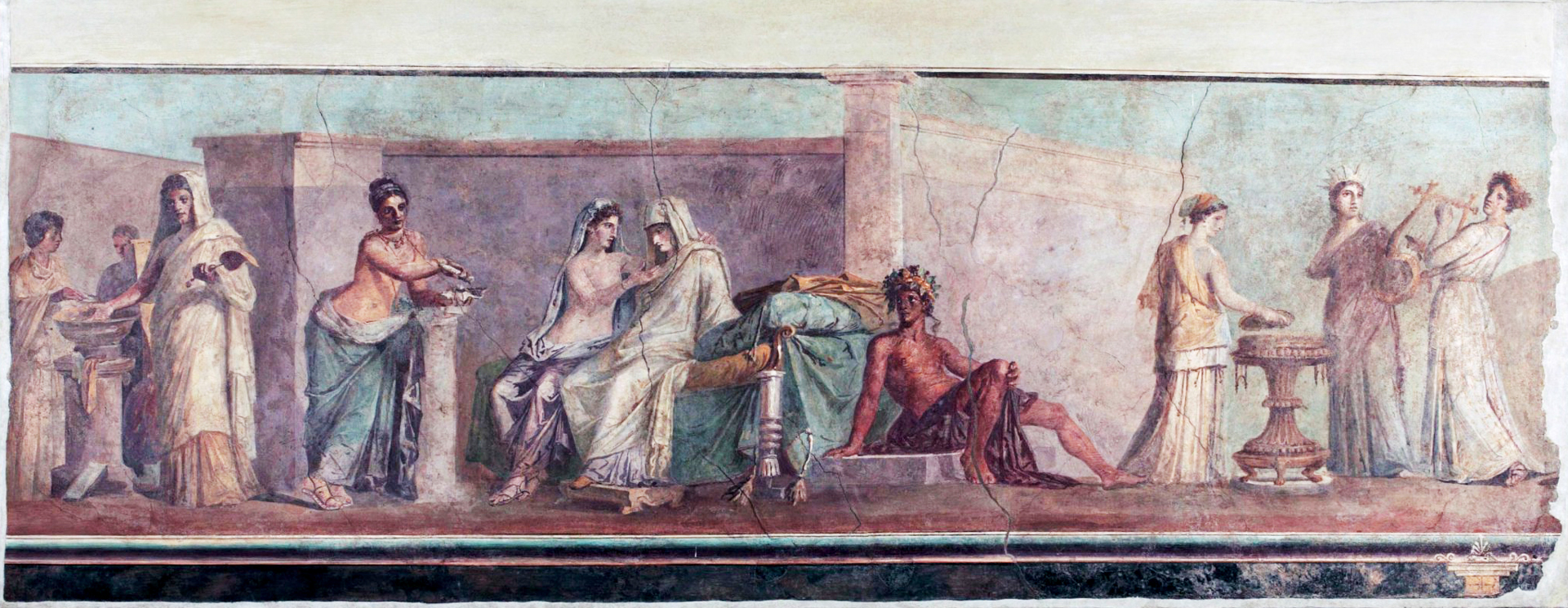
壁畫原件

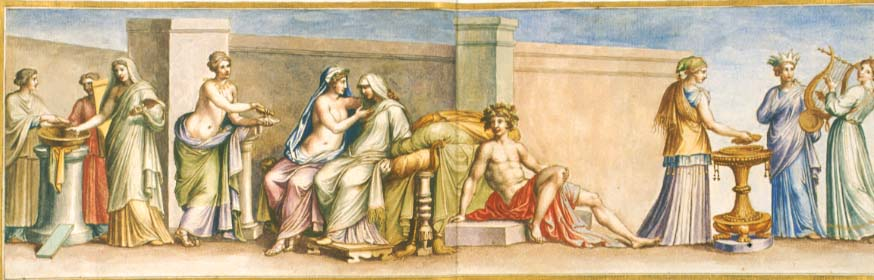
彼得羅·桑蒂·巴托利的摹本

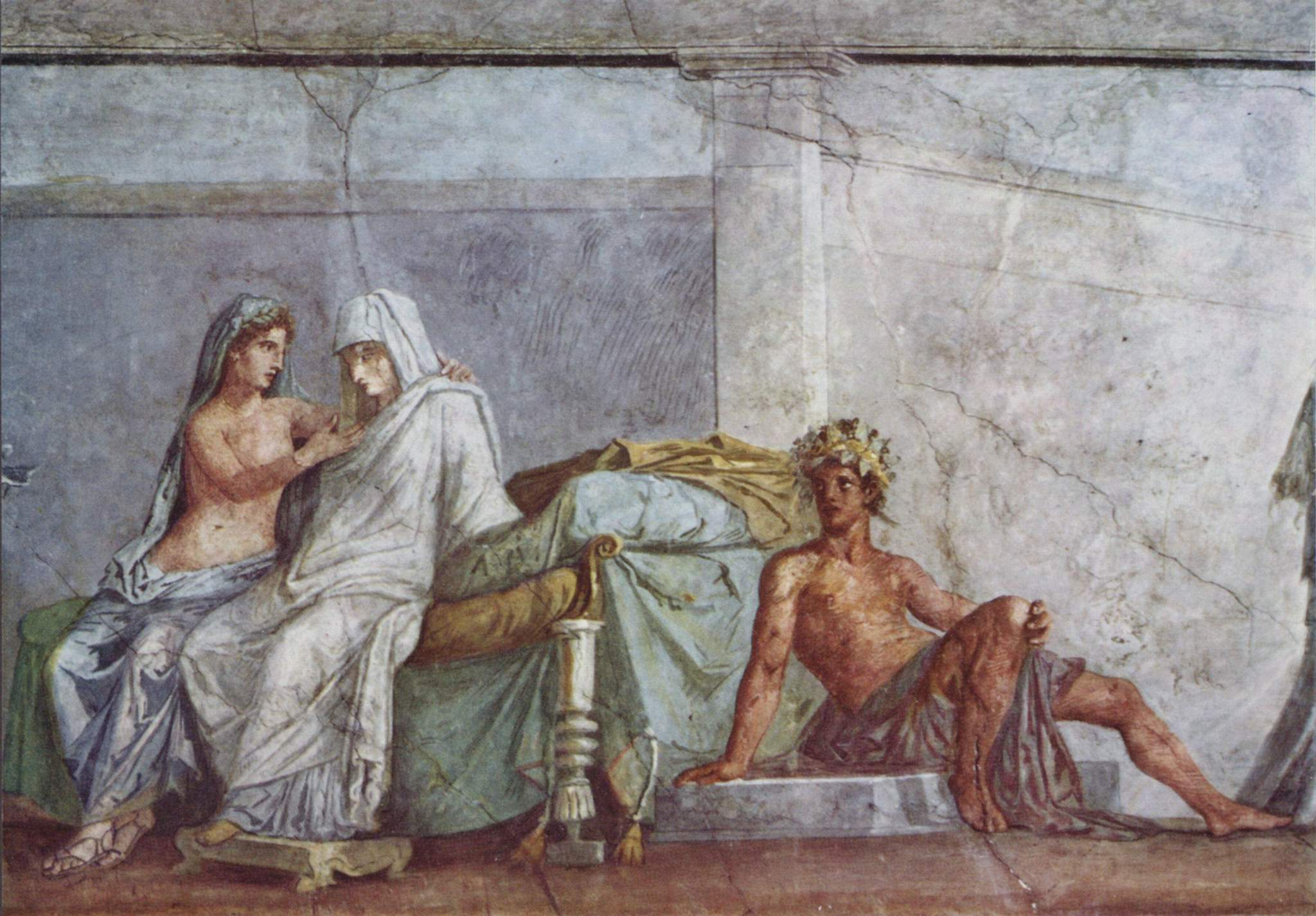
戴面紗的新娘（細節）。

阿爾多布蘭迪尼婚禮（Nozze Aldobrandini）是一幅頗具影響力的古羅馬壁畫，創作於公元前一世紀下半葉，目前陳列於梵蒂岡博物館。該壁畫描繪了一場婚禮和幾名神話人物。

## 歷史
這幅壁畫在公元1600年左右於埃斯奎利諾山加里恩努斯拱門附近的一座房屋的磚石結構中發現，一直由阿爾多布蘭迪尼家族所持有，直到1818年梵蒂岡當局將其買下。這幅壁畫直到19世紀都是關於古羅馬帝國前期的為數不多、最具影響力的畫作之一，引發了大量的關注和學術研究，其中包括彼得羅·桑蒂·巴托利（Pietro Santi Bartoli）的雕版印刷品，以及溫克爾曼、卡爾·伯蒂格（Karl Böttiger）等人的關注。對於畫面的場景目前已提出多種不同解釋。

## 描述、解釋和風格
這幅畫的兩端已殘缺，是第三龐貝風格的簷壁飾帶的一部分，用於裝飾埃斯奎利諾山的多姆斯。它不位於裝飾的中央，而是位於所畫牆壁的頂部。
畫中出現了十個人，分三組，室內和室外都有情節。左邊和中間的部分，背景的牆壁顯示人物處於室內，而右邊部分的背景是天空，表示事件發生在同一住戶的室外。房子的門檻出現在場景之間，位於中間下方。
在左邊場景中，女僕似乎正將水倒入由底座支撐的小型洗滌淨化台，底座上掛著一條毛巾，有位身著白斗篷、頭戴面紗、手持扇子的羅馬婦女則像是在測試水溫。在背景中，一個人拿著一個細長的不明物體，可能是一張凳子。柱狀底座的下方放著一塊板狀物體。
在中間場景中，一根柱子將兩堵左邊的牆和右邊的房屋門檻隔開，一名穿著涼鞋、雙腿交叉的女人（可能是美惠三女神之一的卡里斯，或者更可能是勸誘女神珀托）靠在一根柱子上。柱子，並將雪花瓶（Alabastron）的精油倒在她左手托著的貝殼上。蓋著布的床上坐著新娘，頭戴面紗，穿著白色大衣和黃色鞋子。另一位女性人物（維納斯）赤裸上身，穿著涼鞋，親切地擁抱新娘，並將手舉到新娘的臉上。床腳下有個年輕的半裸男子（海曼，婚姻之神），腰間纏著斗篷，頭上纏著常春藤，坐在門口的台階上，觀察著在他右邊的場景所發生的事。
在最右邊的戶外場景中，有三名年輕女子站在由三角架支撐的香爐周圍。其中一名女子戴著頭飾，從奠酒碗（Patera）中倒出酒，第二名女子戴著放射狀的葉冠，轉向拿著七弦里拉琴和撥片的第三名女子。這三名女子可能代表三位繆斯。
研究古典時代的學者溫克爾曼對這件作品的經典解讀是，該場景描繪的是英雄阿基里斯的父母佩琉斯和忒提斯的婚禮。第二種假設是由路易吉·杜騰斯（Luigi Dutens）在18世紀提出的，他認為該場景是亞歷山大大帝和羅克珊娜的婚禮。這些解釋一直占主導地位，直到1994年，弗蘭克·穆勒（Frank Müller）提出對該壁畫的新解讀，認為該場景屬於歐里庇得斯的戲劇《希波呂托斯》當中的一幕。另外也有人提出用《阿爾克斯提斯》的一些段落來定義這個場景。
姑且不論對這些神話文學的解讀，畫面中的角色顯然與一場婚禮有關，重點是年輕新娘在维纳斯的安慰和支持下所經歷的普遍焦慮，正等待見新郎並失去童貞。兩個側面場景有助於整合這種解讀；左邊的場景，控制盆中水溫的女管家可能暗指在丈夫家接納新娘的儀式「aqua et igni accipi」（意思是接受水和火），這是根據羅馬的傳統「deductio in domum mariti」（意思婚禮在新娘家開始，隨後遊行到新郎家」；右邊的場景被解釋為祈福祭祀，可能是在婚禮之神海曼在場的情况下，而七弦琴演奏婚禮歌曲，伴著新娘進入新家。
該壁畫的正式語言和風格顯示其可追溯至奧古斯都時代早期。

## 延伸閱讀
- Frank G. J. M. Müller: The So-Called Aldobrandini Wedding. Research from the Years 1990 to 2016. (2019. FM Art Publications) ISBN 9789088907371